# Boerderijhond
Een (typische) boerderijhond is een type hond waarin een aantal verschillende eigenschappen gecombineerd zijn, die op een boerderij nuttig zijn. In Nederland wordt de boerenfox vaak op boerderijen gebruikt als verdelger van ratten en muizen en als waakhond.
Voorbeelden:
- de hond is vertrouwd met boerderijdieren
- kan schaaphoeden (resp. veehoeden)
- kan schaapdrijven (resp. veedrijven)
- bescherming van het vee (en pluimvee) tegen wilde dieren, waaronder wolven en vossen
- jaagt op ongedierte (ratten, muizen)
- is waaks, dat wil zeggen is als waakhond bruikbaar